# Вихватнівці

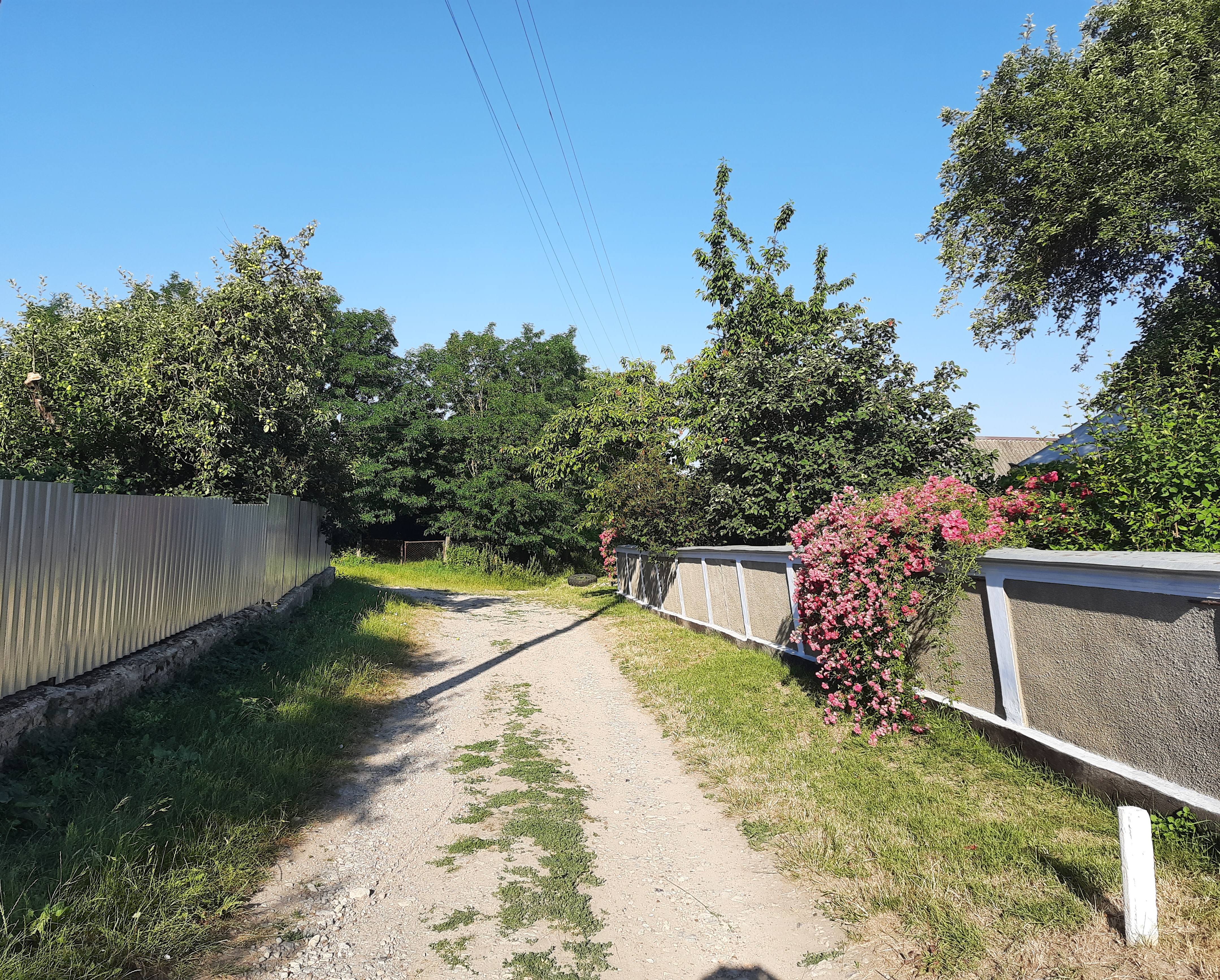
Сільська вулиця

Вихва́тнівці — село в Україні, у Китайгородській сільській територіальній громаді Кам'янець-Подільського району Хмельницької області.

## Назва
Перше поселення у цій місцевості знаходилося у Совому яру. Під час нападу татар воно було пограбоване і знищене, але невелика купа селян врятувалась у лісовій печері. Люди з врятованим скарбом переселилися на захід від Сового яру і біля криниць заснували нове село. Від слова «вихвачувати», тобто «збирати похапцем» (речі) і пішла назва сучасного поселення.

## Географія
Село Вихватнівці знаходиться між річками Тернава і Студениця (2-3 км.), неподалік від села Китайгород, на автошляху Т 2317 з міста Кам'янець-Подільський до Бакоти.

### Клімат
Вихватнівці знаходяться в межах вологого континентального клімату із теплим літом, але діяльність людини призводить до поганих змін та глобального потепління. Рівень наповнення річок водою по області становить лише 20 % від необхідного стандарту. Для покращення ситуації варто було б відновлювати екосистеми та лісові насадження.

## Історія
Поселення згадується в другій пополовині XVI століття. У той час село належало Миколі П'ясецькому (Призвицькому). Пізніше він продав його Миколі Корбачієвському, який володів значними маєтками в західній Україні.
Вихватнівці часто міняли власників, а іноді навіть не одного, цьому підтвердження 1578 рік. Тоді село належало земському судді. У XVII столітті увійшло до складу маєтків Потоцьких. У XVIII столітті ними, окрім Потоцьких володіли Мрозовицькі й Кроковські, згодом — Сідельницькі. Саме завдяки останнім у селі 1871 року засновано церковну школу. А в 1882 році її змінило міністерське народне училище.
У 1755 році селі була дерев'яна церква святого Юрія.
1791 року Іоан Рожальський, кам'янецький кафедральний каноник, заклав нову дерев'яну церкву на честь Покрова пресвятої Богородиці. Дерев'яна церква Покрови — згоріла у 1839 році, нова церква збудована у 1842 році. Церква побудована зі старої, придбаної в селі Миньківці разом із трьохярусним іконостасом. Спочатку ззовні вона була покрита гонтом, а тепер — бляхою.
Початок ХХ століття ознаменувався черговою зміною власника. Згідно з документами, господарем була Марія Коцебу. У 1906 році селі проживало 1391 особа, нараховувалося 297 дворів.
Внаслідок поразки Перших визвольних змагань на початку XX століття, село надовго окуповане російсько-більшовицькими загарбниками.
Радянська окупація принесла колективізацію та розкуркулення, мешканці села зазнали репресій.
В 1932–1933 селяни села пережили голодомор.
По закінченню Другої світової війни у 1946—1947 роках мешканці села вчергове пережили голод.
З 24 серпня 1991 року село входить до складу незалежної України.
13 серпня 2015 року шляхом об'єднання Дерев'янської, Калачковецької, Китайгородської та Колодіївської сільських рад село увійшло до Китайгородської сільської громади. Об'єднання в громаду має створити умови для формування ефективної і відповідальної місцевої влади, яка зможе забезпечити комфортне та безпечне середовище для проживання людей.
Колишній орган місцевого самоврядування — Китайгородська сільська рада.
24 cерпня 2024 року День Незалежності України архієпископ Кам'янець-Подільський і Новоушицький Герман провів освячення фігури Божої Матері на в'їзді в село Вихватнівці.

## Населення
Згідно з переписом УРСР 1989 року чисельність наявного населення села становила 735 осіб, з яких 290 чоловіків та 445 жінок.
За переписом населення України 2001 року в селі мешкала 571 особа.
Згідно перепису 2015 року в селі мешкало 497 осіб, населення села скоротилось на 12,96 % порівняно зі 2001 роком.

### Мова
У селі поширені західноподільська говірка та південноподільська говірка, що відносяться до подільського говору, який належить до південно-західного наріччя.
100 % населення вказало своєю рідною мовою українську мову.

## Пам'ятки
У селі збереглися залишки маєтку (в поганому стані).
Тут також знаходиться броньована Покровська церква 1842 року, зведена на місці дерев'яної ж — але, певно, не броньованої — попередниці. Та згоріла в 1839 р. — і громада зібрала гроші на нову. Зібраних коштів, певно, було недостатньо — бо вдалося лише купити стару церкву з Миньковців. А кам'яний фундамент залишився ще від храму-попередника. Кам'яна прибудова походить, певно, з більш пізнього часу.
В селі — а скоріше, біля нього, в урочищі Совий Яр — колись була папірня, зведена крушанівським поміщиком генерал-майором Іваном Коцюбою в 1912 р. Навіть фірмовий знак підприємства був із совою на паперовому рулоні. Папірню розібрали в 1930-х, а папероробну машину відправили в Дніпро — щоб через 32 роки повернути назад, на Поділля, на Проскурівську фабрику.

## Охорона природи
Біля села розташований заказник «Совий Яр», який займає 827 га. Назва заказника походить від назви урочища, у якому колись водилося багато сов. На крутосхилах Товтр вздовж р. Студениця розкинулися дубово-грабові ліси вперемішку з чагарниковим степом і кам'янистими відслоненнями. У «Совому Яру» є невеличка популяція зозулиних черевичків звичайних, яка щорічно милує око своїми неповторними квітами.
Тут зростають рідкісні аконіт Бессера, булатка великоквіткова, коручка чемерникоподібна, любка дволиста, підсніжник звичайний, проліска дволиста, які під кронами дубів, лип, кленів і ясенів, поміж ліщини, калини, бруслини європейської та кизилу створюють квітчастий візерунок від весни до осені.
Ранньою весною золотистими та сріблястими келихами бутонів і фіолетових квітів сону великого та сону чорніючого, золотистими голівками горицвіту весняного вкриваються степові пагорби, а в квітні білопінним цвітом квітують чагарники: терен і глід. Влітку «Совий Яр» манить прохолодою та боровиками, підосичниками, підберезовиками і моховиками. Казковості лісу надають мохи дікранум, тортула, грімія, евкладіум, які утворюють купинки біля джерел струмків і на вологих місцях, а деякі оселилися серед трав скелястих степових ділянок. Також тут можна побачити і лишайники, серед яких кладонії і меланіелії.
Тут трапляються рідкісні види птахів (змієїд, деркач, осоїд та інші) і ссавців (підковоніс малий, горностай, борсук звичайний, видра річкова). Село лежить у межах національного природного парку «Подільські Товтри».

## Відомі люди
- Герасименко Ганна Федорівна (народилася 8 грудня 1940 року) — відома вишивальниця. Роботи Ганни Федорівни експонувалися на різноманітних виставках у Києві, Хмельницькому й, звичайно, у Кам'янці-Подільському. Окремі її роботи є в Росії, Італії, Японії, США.
- Крилатий Михайло Семенович (народився 23 вересня 1927 року) — український педагог, публіцист, письменник.